# Szańce jabłonkowskie

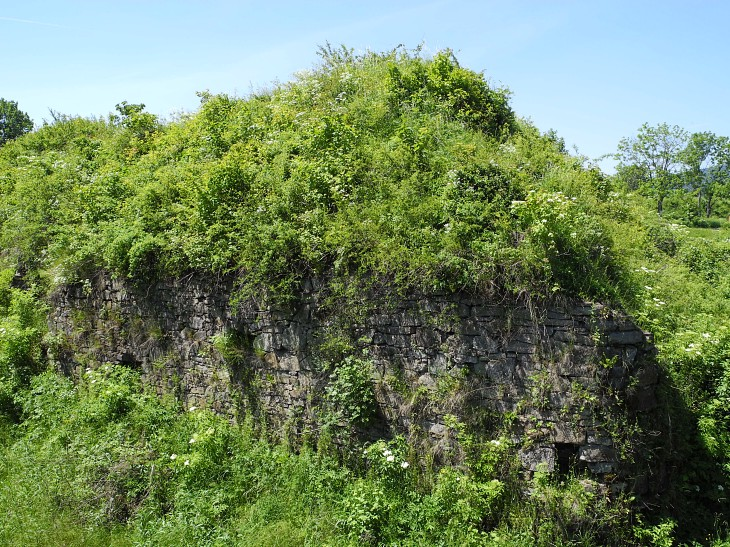
Szańce jabłonkowskie

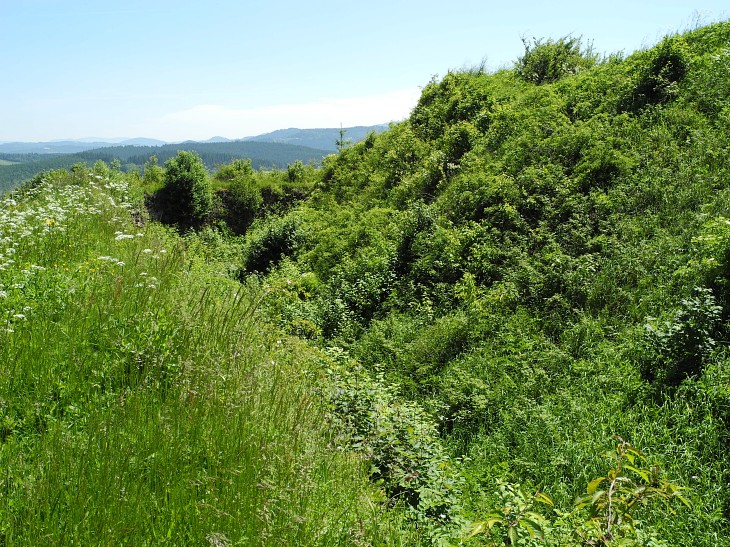
Szańce jabłonkowskie

Szańce jabłonkowskie – zespół fortyfikacji i umocnień polowych, wznoszonych systematycznie od połowy XVI w. do połowy XVIII w. wzdłuż ówczesnej granicy śląsko-węgierskiej w rejonie Przełęczy Jabłonkowskiej w celu obrony przed zagrożeniem tureckim.

## Tło historyczne
Po bitwie pod Mohaczem w 1526 r., w której zginął król Czech i Węgier Ludwik II Jagiellończyk, realnym stało się zagrożenie południowej granicy Księstwa Cieszyńskiego ze strony Turcji lub sprzymierzonych z nią węgierskich książąt Siedmiogrodu. Toteż w 1541 r. Stany Śląskie we Wrocławiu poleciły wzmocnić lub odbudować przygraniczne twierdze (m.in. Bielsko, Cieszyn i Jabłonków), zaopatrzyć je w prowiant i amunicję, a leśne ścieżki i przejścia w górach zabarykadować zwalonymi drzewami. Obronie granicy sprzyjał fakt, że w tym czasie ze Śląska na Węgry prowadziła tylko jedna droga jezdna – właśnie przez Przełęcz Jabłonkowską. Powyżej Jabłonkowa, gdzieś na terenie dzisiejszych Mostów, wybudowano przy niej niewielką drewnianą strażnicę i wydzielono kontyngent wojska (44 jezdnych i tyleż samo piechoty) operujący w dolinie Olzy.

## Szańce
W 1578 r. książę cieszyński Wacław III Adam podjął budowę solidnych szańców, położonych na południowym skłonie przełęczy, na samej granicy węgierskiej – na wzgórzu zwanym obecnie Dejůvka (637 m), przez które przebiega dziś granica czesko-słowacka. Główna reduta otoczona była drewnianą palisadą, wałem i głębokim rowem, a wewnątrz mieściły się drewniane budynki dla załogi, magazyny, studnia i drewniana kaplica. Wzdłuż całej granicy śląsko-węgierskiej poczyniono zasieki w lasach, przy których wystawiano stałe posterunki. Załogę szańców stanowili tzw. wybrańcy – chłopi „wybierani” do służby z okolicznych wsi.

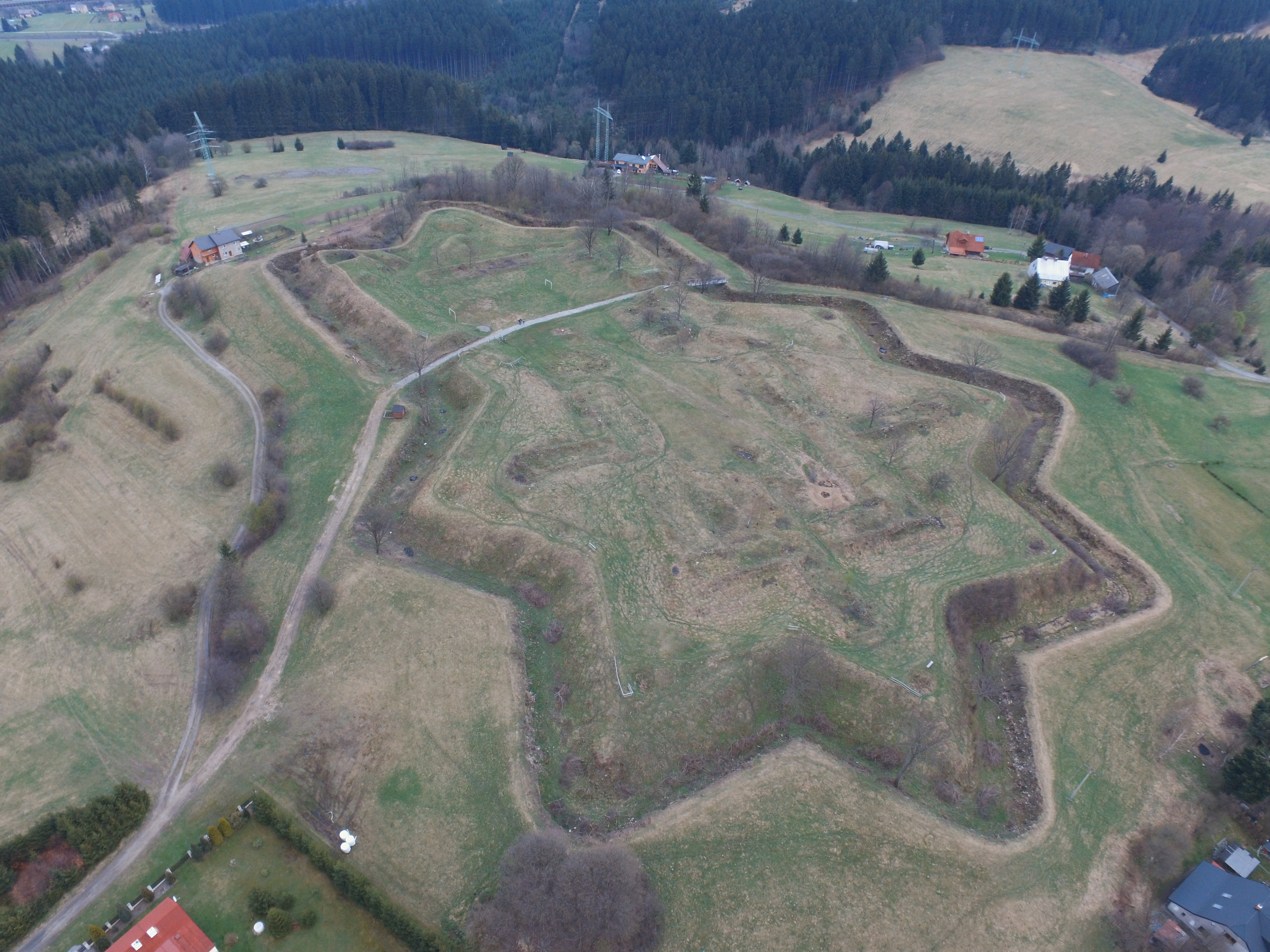
Wielki Szaniec

Wybuch wojny trzydziestoletniej przyniósł dla monarchii austriackiej nowe zagrożenie, jakim była możliwość połączenia się przez przełęcz jej wrogów: protestanckich wojsk z północy z wojskami tureckimi i węgierskimi. Wtedy też na wzgórzu (607 m n.p.m.) nieco bliżej przełęczy, z którego roztaczała się lepsza widoczność na okolicę, stanął nowy, większy szaniec. Zbudowany był z kamieni i grubych pni drzewnych, na przyczółkach ustawiono 6 armat przytoczonych z Cieszyna, a jego załogę stanowiło 382 wybrańców. Później Stany Śląskie zastąpiły ich zawodowymi hajdukami, którzy jednak w 1625 r. w całości przyłączyli się do protestanckich wojsk Ernesta Mansfelda. W 1638 r. został „Wielki Szaniec” zdobyty podczas węgierskiej napaści, pomimo iż krótko przed tym umocniono go przy użyciu m.in. 19 tys. pni drzew, głównie jodeł.
Bezpośrednie zagrożenie ze strony szwedzkich wojsk generała Lennarta Torstenssona spowodowało, że księżna cieszyńska Elżbieta Lukrecja kazała odnowić stare umocnienia i rozbudować je. Około 1 km na pd. od szczytu Girowej powstał szaniec na tzw. Bażynach. W dzisiejszej Herczawie był jeszcze szaniec „Dziołek”, w Bukowcu na Kępie (571 m n.p.m.) szaniec „W Suszu”, a na obecnej granicy polsko-słowackiej szaniec „Kikula”. W II poł. XVII w. rozbudowano linię umocnień granicznych o „Mały Szaniec” na wzgórzu Wały (606 m n.p.m.) pod Herczawą i „Wołowy Szaniec” w Koniakowie pod Ochodzitą, już nad granicą z Polską.
W 1663 r. główny szaniec został przebudowany na planie równoramiennej gwiazdy według projektu cesarskiego inżyniera Jana Euzebiusza Meyera. W 1678 r. była tu osadzona stała załoga, która wkrótce odparła napad węgierskich oddziałów Emeryka Thököly’ego.
W latach 1724–29 na miejscu poprzedniej budowli wzniesiono nowe założenie obronne, murowane z dużych bloków kamiennych, już w nowoczesnym systemie bastionowym. Objęty umocnieniami i otoczony fosą obszar obejmował prawie 3 ha. Główna twierdza z 4 bastionami liczyła 3 kondygnacje, z tego jedną pod ziemią. Jedyna droga na Węgry prowadziła przez obwarowane przedmurze fortu, w którym mieściły się koszary dla wojska, składy żywności i amunicji, kaplica, stacja poczty, stajnie i inne zabudowania gospodarcze. Poza obrębem twierdzy stał dom mieszkalny komendanta szańców, budynek kwarantanny dla podróżnych, wymagany wówczas na granicach oraz cmentarz żołnierski. W 1712 r. ówczesny komendant Jan Spens von Boden ze Stanisławowic postawił tam drugą kaplicę (obecnie w tym miejscu stoi okrągła kapliczka pw. św. Piotra i Pawła, wzniesiona w 1829 r.). Nowy szaniec połączono z „Małym Szańcem” i „Wołowym Szańcem” linią mniejszych dzieł obronnych – ziemno-drewnianych redut, sięgającą także w kierunku zachodnim na grzbiet Wielkiego Połomu. W czasie toczonych za cesarzowej Marii Teresy wojen z Prusami o Śląsk całość połączono ze sobą systemem okopów i krytych chodników, co jednak nie przeszkodziło Prusakom w kilkukrotnym zdobyciu twierdzy.

## Upadek znaczenia szańców
Po podpisaniu w 1779 r. tzw. pokoju cieszyńskiego, kończącego wojny między Marią Teresą a Fryderykiem II o tzw. sukcesję bawarską, znaczenie szańców upadło, a ich załogę wykorzystywano głównie do robót publicznych. W tym czasie opuszczone zostały też wszystkie mniejsze umocnienia. Ostatni remont „Wielkiego Szańca” prowadzono w 1808 r., a ostatnią akcją zbrojną na jego terenie był w 1848 r., w okresie Wiosny Ludów, atak 300 ochotników Lajosa Kossutha. Ostatnich 12 żołnierzy wycofano z szańca tuż po tych wydarzeniach.
W latach 90. XIX w. wzgórze sprzedane zostało za 800 reńskich złotych wsi Mosty. Większość budowli rozebrała później okoliczna ludność, biorąc stąd kamień na budowę swoich domostw. Tym niemniej ślady bastionów i fos widoczne są do dziś. Wokół nich w ciągu XIX w. wyrosło osiedle Szańce (czes. Šance, niem. Schanze), należące do wsi Mosty.